# Microsoft Baseball 2000
A Microsoft Baseball 2000 baseball-videójáték, melyet a WizBang! Software Productions fejlesztett és a Microsoft jelentetett meg. A játék 1999-ben jelent meg Microsoft Windowsra a Microsoft Baseball 3D 1998 Edition felújított változataként. A kritikusok a játékot fejlődésnek tekintették az elődjéhez képest, dicsérték a grafikáját és a 20 dolláros árát, azonban a számtalan szoftverhibáját már negatívumként emelték ki. Utódja, a Microsoft Baseball 2001 2000-ben jelent meg.

## Játékmenet
A Microsoft Baseball 2000 az elődjének, a Microsoft Baseball 3D 1998 Editionnek a felújított változata. A játékban az 1999-es Major League Baseball-szezon baseballjátékosai, csapatai és azok stadionjai szerepelnek. A játékban szereplő baseballozók között van Kevin Brown, Mark McGwire és Curt Schilling. A játékban több játékmód is helyet kapott, köztük a QuickGame is. A játékban egy a dobó- és védőjátékok gyakorlására szolgáló mód is helyet kapott, míg az ütőjátékok gyakorlására a hazafutásveseny szolgál. A szezonok 162 mérkőzésből állnak. A Microsoft Baseball 2000 három nehézségi szinttel rendelkezik, kommentátora Thom Brennaman. A játék egy vezérigazgató-eszközt is tartalmaz, mellyel a baseballozók képességeit lehet szerkeszteni.

## Fejlesztés és megjelenés
A Microsoft Baseball 2000-et az előző játékot is jegyző WizBang! Software Productions fejlesztette. A Microsoft Baseball 2000 futtatásához az elődjével ellentétben nincs szükség 3D gyorsítókártyára, azonban a fejlettebb grafika érdekében támogatja azokat. Brennaman nyolc napot töltött a játék kommentátori hangsávjának rögzítésével, és a szövegkönyv jelentős része az egyes megjegyzések különféle ragozását szorgalmazta, hozzájárulva ezzel a felvételek elhúzódásához. Brennaman az eljárásról megjegyezte, hogy „Mindent bele kell adnod, miközben a fejedben elképzeled a játékokat. Úgy kell viselkedned mintha a szemed láttára történnek.”
A Microsoft Baseball 2000 fejlesztésével 1999 áprilisában készültek el, a játék az Amerikai Egyesült Államokban még ugyanabban a hónapban meg is jelent. A játékot a Microsoft jelentette meg Windowsra. A játék 19,95 dolláros ajánlott fogyasztói árral került forgalomba, hogy ezzel szélesebb közönséget nyerhessenek meg. A játék borítóján Al Leiter New York Mets-kezdődobó szerepel. 1999-ben később egy frissített MLB-csapatkeretet is elérhetővé tettek a játék weboldalán keresztül. A többképernyős mód támogatására egy javítófoltot is megjelentettek.

## Fogadtatás
| Összegzőoldal | Értékelés |
| ------------- | --------- |
| GameRankings  | 73%       |

| Szerző                | Értékelés |
| --------------------- | --------- |
| AllGame               | [ 9 ]     |
| CNET Gamecenter       | 8/10      |
| CGSP                  | [ 7 ]     |
| CGW                   | [ 20 ]    |
| EP Daily              | 8/10      |
| GameFan               | 77%       |
| GamePro               | [ 10 ]    |
| GameSpot              | 6,9/10    |
| GameZone              | 8,428/10  |
| IGN                   | 7/10      |
| PC Accelerator        | 6/10      |
| Sports Gaming Network | 86%       |

A GameRankings kritikaösszegző-weboldal szerint a játék átlagon felüli kritikai fogadtatásban részesült.
A kritikusok előrelépésnek tekintették a játékot az elődjéhez viszonyítva, habár többen is jobb baseballjátéknak tartották High Heat Baseball 2000-et. A Milwaukee Journal Sentinel a játékot közel tökéletesnek nyilvánította. Joel Strauch a GamePro hasábjain dicsérte a játékmenetbeli és irányításbeli fejlődéseit, míg Michael E. Ryan a GameSpotnak írt elemzésében dicsérte a közepes nehézségi fokozat hozzáadását. Ryan szerint a Microsoft Baseball 2000 rendelkezik a legjobb dobójáték-kezelőfelülettel a baseballjátékok között, viszont a védőjátékokat „rendkívül nehéznek” írta le és megjegyezte, hogy a játék számítógéppel rásegített bázisfutása problematikus. Joshua Roberts az AllGame weboldalán azt írta, hogy a játék „csak az abszolút minimumot hozza és magában a játékmentében semmi sem pótolja a kirívó hiányosságait.”
A kritikusok dicsérték a játék grafikáját, illetve a 20 dolláros árát. A The San Diego Union-Tribune azt írta a játékról, hogy „ezen a nyáron a legjobb csökkentett árú és egyben az árra tekintet nélkül is az egyik legjobb baseballélményt nyújtja.”
Az elemzők kritizálták a játékban található különböző hang- és grafikai hibákat. Jason Bates az IGN weboldalon a játékmenet során gyakran fellépő lefagyásokat kritizálta, míg Strauch a hosszú töltési időket emelte ki. Scott Silverstein a The Washington Times hasábjain megjegyezte, hogy egy 80 perces időszak alatt csak negyedszerre sikerült elindítani a játékot egy olyan számítógépen, ami könnyedén teljesítette a rendszerkövetelményeket.
Rick Worrell a Sports Gaming Network weboldalán a számos hanghiba miatt kritizálta a kommentárt, azonban a hangeffekteket már dicsérte. Roberts szerint a kommentár merev, míg más elemzők dicsérték azt. William Abner a Computer Games Strategy Plus magazinban a kommentárt „meglehetősen szórakoztatónak és általában pontosnak” írta le. Strauch szerint az ritkán repetitív és megjegyezte, hogy a közönségzaj az eseményeknek „megfelelően ingadozik”.

## Fordítás
- Ez a szócikk részben vagy egészben  a   Microsoft Baseball 2000 című angol Wikipédia-szócikk ezen változatának fordításán alapul.  Az eredeti cikk szerkesztőit annak laptörténete sorolja fel. Ez a jelzés csupán a megfogalmazás eredetét és a szerzői jogokat jelzi, nem szolgál a cikkben szereplő információk forrásmegjelöléseként.